# Led Zeppelin II
Led Zeppelin II là album phòng thu thứ hai của ban nhạc rock người Anh, Led Zeppelin. Album được phát hành vào tháng 10 năm 1969 bởi Atlantic Records. Quá trình thu âm album kéo dài qua nhiều địa điểm giữa Anh và Bắc Mỹ trong khoảng thời gian từ tháng 1 tới tháng 8 cùng năm. Jimmy Page tiếp tục là người sản xuất album này của nhóm, và đây cũng là album đầu tiên mà Led Zeppelin sử dụng những kỹ thuật thu âm mới của kỹ thuật viên Eddie Kramer. Pha trộn giữa folk và blues, Led Zeppelin II cũng cho thấy ban nhạc đã phát triển thêm nhiều kỹ năng của nhạc blues, đặc biệt trong việc sử dụng âm thanh miết. Đây được coi là album ồn ào nhất trong sự nghiệp của ban nhạc.
Sau khi được phát hành, Led Zeppelin II có được số doanh thu khổng lồ và trở thành album đầu tiên của ban nhạc cùng đứng quán quân ở Anh và Mỹ. Năm 1970, nhà thiết kế David Juniper với album này được đề cử giải Grammy cho thiết kế album xuất sắc nhất. Ngày 15 tháng 9 năm 1999, album được nhận chứng chỉ 12x Bạch kim từ RIAA công nhận doanh thu 12 triệu đĩa đã bán. Led Zeppelin II luôn được các nhà phê bình và người hâm mộ coi như một trong những album xuất sắc nhất và có ảnh hưởng nhất của lịch sử nhạc rock.

## Danh sách ca khúc
| Mặt A | Mặt A                              | Mặt A                                                            | Mặt A      |
| STT   | Nhan đề                            | Sáng tác                                                         | Thời lượng |
| ----- | ---------------------------------- | ---------------------------------------------------------------- | ---------- |
| 1.    | "Whole Lotta Love"                 | John Bonham/Willie Dixon/John Paul Jones/Jimmy Page/Robert Plant | 5:34       |
| 2.    | "What Is and What Should Never Be" | Page/Plant                                                       | 4:47       |
| 3.    | "The Lemon Song"                   | Bonham/Chester Burnett/Jones/Page/Plant                          | 6:20       |
| 4.    | "Thank You"                        | Page/Plant                                                       | 4:47       |

| Mặt B | Mặt B                                     | Mặt B                   | Mặt B      |
| STT   | Nhan đề                                   | Sáng tác                | Thời lượng |
| ----- | ----------------------------------------- | ----------------------- | ---------- |
| 5.    | "Heartbreaker"                            | Bonham/Jones/Page/Plant | 4:15       |
| 6.    | "Living Loving Maid (She's Just a Woman)" | Page/Plant              | 2:40       |
| 7.    | "Ramble On"                               | Page/Plant              | 4:35       |
| 8.    | "Moby Dick"                               | Bonham/Jones/Page       | 4:25       |
| 9.    | "Bring It On Home"                        | Page/Plant/Dixon        | 4:19       |

Ấn bản cho băng cassette có "Heartbreaker" là ca khúc kết thúc mặt A, và "Thank You" là ca khúc mở đầu mặt B. "Moby Dick" là ca khúc thứ hai của mặt A, trong khi "What Is And What Should Never Be" được rời sang mặt B. Ấn bản LP cũng ghi sai độ dài thực tế của ca khúc "Thank You" là 3:50, trong khi phần coda của ca khúc này chưa dừng ở đó.

## Thành phần tham gia sản xuất
Led Zeppelin
- John Bonham – trống, timpani, hát nền.
- John Paul Jones – bass, organ trong "Thank You", hát nền.
- Jimmy Page – guitar điện và guitar acoustic, hát nền, theremin trong "Whole Lotta Love".
- Robert Plant – hát chính, harmonica trong "Bring It On Home".

Ê-kíp sản xuất
- Barry Diament – kỹ thuật viên âm thanh (ấn bản gốc CD).
- George Chkiantz – kỹ thuật viên âm thanh trong "Whole Lotta Love" và "What Is and What Should Never Be".
- Peter Grant – phụ trách sản xuất.
- Chris Huston – kỹ thuật viên âm thanh trong "The Lemon Song" và "Moby Dick".
- Andy Johns – kỹ thuật viên âm thanh trong "Thank You"
- Eddie Kramer – kỹ thuật viên âm thanh, trộn âm.
- Bob Ludwig – chỉnh âm, kỹ thuật viên âm thanh.
- George Marino – kỹ thuật viên âm thanh (bản chỉnh âm CD).

## Xếp hạng
Album
| Bảng xếp hạng(1969)               | Vị trí cao nhất |
| --------------------------------- | --------------- |
| Japanese Albums Chart             | 8               |
| US Billboard 200                  | 1               |
| US Billboard Soul LP's            | 32              |
| French Albums Chart               | 3               |
| Canadian RPM Top 100 Albums Chart | 1               |

| Bảng xếp hạng (1970)                              | Vị trí cao nhất |
| ------------------------------------------------- | --------------- |
| UK Albums Chart                                   | 1               |
| US Record World Top Pop Albums                    | 1               |
| US Cash Box Top 100 Albums                        | 1               |
| Norwegian Albums Chart                            | 2               |
| Australian Kent Music Report Top 100 Albums Chart | 1               |
| Spanish Albums Chart                              | 1               |
| German Albums Chart                               | 1               |

Đĩa đơn
| Năm  | Đĩa đơn                                   | Bảng xếp hạng        | Vị trí cao nhất |
| ---- | ----------------------------------------- | -------------------- | --------------- |
| 1970 | "Whole Lotta Love"                        | US Billboard Hot 100 | 4               |
| 1997 | "Whole Lotta Love"                        | UK Singles Chart     | 21              |
| 1970 | "Living Loving Maid (She's Just a Woman)" | US Billboard Hot 100 | 65              |

## Chứng chỉ
| Quốc gia                                                                           | Chứng nhận   | Số đơn vị/doanh số chứng nhận |
| ---------------------------------------------------------------------------------- | ------------ | ----------------------------- |
| Argentina (CAPIF) Bản chỉnh âm                                                     | Vàng         | 30.000^                       |
| Úc (ARIA)                                                                          | 4× Bạch kim  | 280.000^                      |
| Áo (IFPI Áo)                                                                       | Vàng         | 25.000*                       |
| Canada (Music Canada)                                                              | 9× Bạch kim  | 900.000^                      |
| Pháp (SNEP)                                                                        | 2× Vàng      | 200.000*                      |
| Đức (BVMI)                                                                         | Bạch kim     | 500.000^                      |
| Anh Quốc (BPI)                                                                     | 4× Bạch kim  | 1,200,000^                    |
| Hoa Kỳ (RIAA)                                                                      | 12× Bạch kim | 12,000,000^                   |
| * Chứng nhận dựa theo doanh số tiêu thụ. ^ Chứng nhận dựa theo doanh số nhập hàng. |              |                               |